# Центральное бюро краеведения
Центральное бюро краеведения (ЦБК) — общественная организация, координировавшая краеведческую работу в СССР и существовавшая с 1922 по 1937 г.

## История
Бюро было создано в 1922 г. по решению 1-й Всероссийской конференции научных обществ по изучению местного края при Российской академии наук. Оно имело отделения в Ленинграде и Москве. С 1925 г. бюро находилось в ведении Наркомпроса РСФСР.
ЦБК возглавляли академик С. Ф. Ольденбург (1922—1927) и П. Г. Смидович (с 1927).
В составе Ленинградского отделения бюро работали библиографическая и фото-краеведная секция (председатель Н. Н. Павлов-Сильванский), экскурсионно-экспедиционная секция (председатель Б. А. Федченко), фенологическая секция (председатель Д. О. Святский), секция охраны природы, памятников искусства, быта и старины (председатель П. Е. Васильковский), библиотека (руководитель С. Ф. Ольденбург) и издательство. ЦБК издавало журнал «Краеведение», бюллетень «Известия ЦБК», справочную и методическую литературу.

## Деятельность и репрессии
В 1930 ЦБК координировало деятельность более чем 2,3 тысяч краеведческих организаций и экскурсионных станций, под его руководством проходили Всероссийские краеведческие конференции и конкурсы, разрабатывались образовательные программы.
Ленинградские краеведы (И. М. Гревс, Н. П. Анциферов и другие) в противовес узкому «производственному» краеведению разработали концепцию «гуманитарного краеведения», в котором местность и город рассматривались как «собирательная личность». Они уделяли большое внимание сохранению памятников культуры.
После фабрикации органами ОГПУ в 1929 году так называемого «Академического дела» провинциальные отделения ЦБК были представлены как филиалы «монархической контрреволюционной организации». В 1929-30 годах прошли аресты краеведов по всей стране. В 1930 г. по «Делу о контрреволюционной группировке в ЦБК» были арестованы и осуждены Г. А. Штерн, Г. Э. Петри и др.
В августе 1931 Н. П. Анциферов, Б. Ф. Чирсков и другие (всего 25 человек) были во внесудебном порядке осуждены по сфабрикованному делу о «контрреволюционной группировке в экскурсионной базе».
Решением 2-го съезда краеведов Ленинградской области в декабре 1929 было ликвидировано Общество изучения местного края. В начале 1930 произошла «чистка» аппарата ЦБК и в Ленинграде была закрыта секция охраны природы, памятников искусства, быта и старины. В мае 1930 решением Президиума ЦБК было ликвидировано его Ленинградское отделение. В 1931—1932 годах были закрыты пригородные экскурсионные станции в Парголове, Стрельне, Озерках, Лахте, был ликвидирован Музей природы Северного побережья Невской губы в Лахте, большая часть научных коллекций которого была уничтожена.
ЦБК было ликвидировано в 1937 г. по постановлению СНК РСФСР.